# Михайловка (Чугуевский район, Приморский край)
В Михайловском районе Приморья тоже есть село Михайловка
В Ольгинском районе Приморья тоже есть село Михайловка
Миха́йловка — село в Чугуевском районе Приморского края.

## География
Расположено на левом берегу реки Уссури ниже моста на трассе «Осиновка — Рудная Пристань».
Расстояние до трассы Осиновка — Рудная Пристань около 5 км.
Расстояние до районного центра Чугуевка около 19 км.

## Население
| 2002 | 2006 | 2010 |
| ---- | ---- | ---- |
| 30   | ↗32  | ↗41  |

## Улицы
В селе имеется одна улица: хутор Северный.

## Экономика
Жители занимаются сельским хозяйством.